# Armalcolit
Armalcolit är ett titanrikt mineral med den kemiska formeln (Mg, Fe2+)Ti2O5, hårdhet <5, densitet 4,64. Kristallstrukturen är ortorombiskt prismatisk. Den hittades först vid Tranquility Base på Månen 1969 under Apollo 11-uppdraget och är uppkallad efter Neil Armstrong, Buzz Aldrin och Michael Collins, de tre Apollo 11-astronauterna. Tillsammans med tranquillityit och pyroxferroit är det ett av tre nya mineraler som upptäcktes på Månen. Armalcolit identifierades senare på olika platser på jorden och har syntetiserats i laboratoriet. (Tranquillityit och pyroxferroite hittades också senare på olika platser på jorden). Syntesen kräver lågt tryck, hög temperatur och snabb härdning från cirka 1 000 °C till omgivningstemperaturen. Armalcolit bryts ner till en blandning av magnesiumrik ilmenit och rutil vid temperaturer under 1 000 °C, men omvandlingen saktar ner med avkylning. På grund av detta släckningskrav är armalkolit relativt sällsynt och finns vanligtvis i samband med ilmenit och rutil, bland andra mineraler.
Armalcolit hör till pseudobrookitgruppen som består av mineral med den generella sammansättningen X2YO5 där X och Y står för Fe2+ och Fe3+, Mg, Al och Ti.

## Förekomst

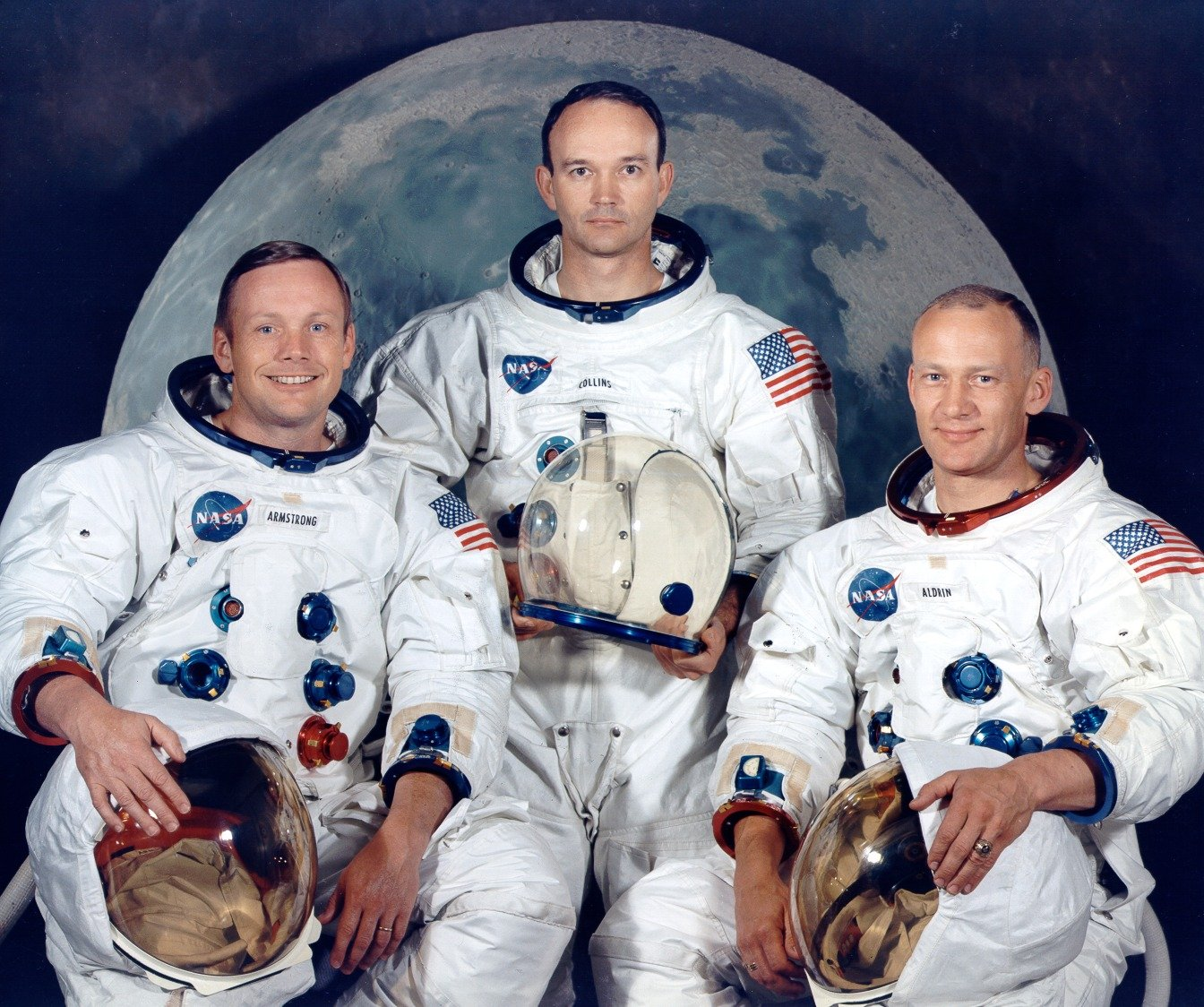
Apollo 11:s besättning, efter vilken Armalcolit uppkallats. Från vänster till höger Neil Armstrong, Michael Collins, och Buzz Aldrin.

Armalcolit hittades ursprungligen på månen, i Stillhetens hav vid Tranquility Base, och även i Taurus-Littrow-dalen och Descartes-höglandet. De största mängderna hämtades av Apollo 11- och 17-uppdragen. Det identifierades senare på jorden från prover av lamproitvallar och -pluggar tagna i Smoky Butte, Garfield County, Montana, USA. På jorden förekommer den även i Tyskland (Nördlinger Ries nedslagskrater i Bayern), Grönland (Diskoön), Mexiko (El Toro askekon, San Luis Potosí), Sydafrika (Kimberlitgruvor Jagersfontein, Bultfontein och Dutoitspan), Spanien ( Albacete-provinsen och Jumilla, Murcia), Ukraina (Pripyat Swell), USA (Knippa-brottet, Uvalde County, Texas och Smoky Butte, Jordan, Montana) och Zimbabwe (Mwenezi-distriktet). Armalcolit upptäcktes också i månmeteoriter, som Dhofar 925 och 960 som hittades i Oman.
Armalcolit är ett mindre mineral som finns i titanrika basaltstenar, vulkanisk lava och ibland granitpegmatit, ultramafiska bergarter, lamproiter och kimberliter. Det är förknippat med olika blandade järn-titanoxider, grafit, analcim, diopsid, ilmenit, flogopit och rutil. Den bildar långsträckta kristaller upp till cirka 0,1–0,3 mm långa inbäddade i en basaltmatris. Petrografisk analys tyder på att armalcolit vanligtvis bildas vid låga tryck och höga temperaturer.

## Egenskaper

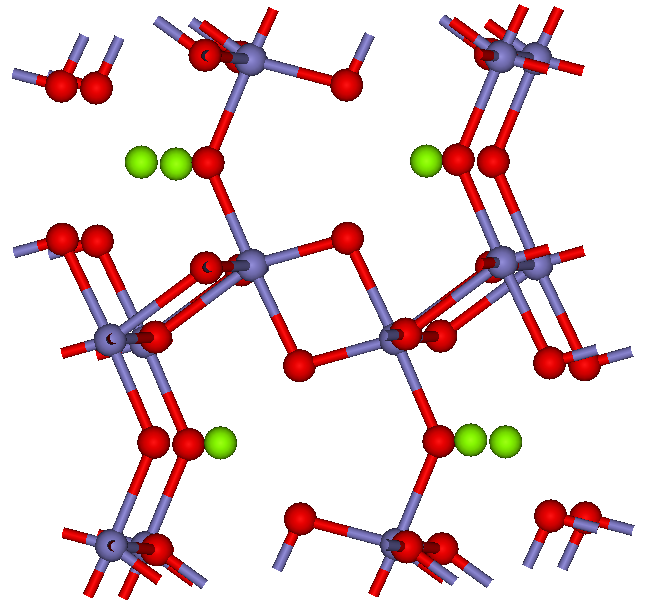
Kristallstruktur. Färger: grön – mangan, blå – titan, red – syre.

Armalcolit bildar ogenomskinliga massor som ser grå (orto-armalcolit) till mellanbruna (para-armalcolit) ut i reflektion, med grå varianter som är vanligast, särskilt i syntetiska prover. Kristallstrukturen är densamma för orto- och paraarmalcolit. Deras kemiska sammansättning skiljer sig inte nämnvärt, men det finns en skillnad i MgO- och Cr2O3-innehåll som tillskrivs olik färgning. Armalcolit är en del av pseudobrookitegruppen som består av mineraler med den allmänna formeln X2YO5. X och Y är vanligtvis Fe2+ och Fe3+, Mg, Al och Ti. Ändelementen är armalkolit ((Mg,Fe)Ti2O5), pseudobrookit (Fe2TiO5), ferropseudobrookit (FeTi2O5) och "karrooite" (MgTi2O5). De är isostrukturella och har alla ortorombisk kristallstruktur och förekommer i mån- och jordbergarter.
Kristallstrukturen hos armalcolit är nära den för förvrängd brookit. Den är baserad på deformerade oktaedrar, med en titanatom i mitten och sex syreatomer i hörnen. Magnesium- eller järnjoner är belägna i de interstitiella platserna; de bidrar inte nämnvärt till gitterramverket, som hålls av Ti-O-bindningar via oktaedrarnas hörn. Men dessa joner påverkar optiska egenskaper, vilket gör mineralet ogenomskinligt i motsats till den transparenta titandioxiden TiO2.